# Анкатинський сільський округ
Анкати́нський сільський округ (каз. Аңқаты ауылдық округі, рос. Анкатинский сельский округ) — адміністративна одиниця у складі Теректинського району Західноказахстанської області Казахстану. Адміністративний центр — село Анкати.
Населення — 1318 осіб (2021; 1848 у 2009, 2950 у 1999, 3067 у 1989).
Станом на 1989 рік існувала Анкатинська сільська рада (села Анкаті, Єрсари, Кандик, Нова Точка, Сатим-Шеген, Тасан-Шеген, Челкар) Чапаєвського району. Село Тасаншеген було ліквідоване 2020 року.

## Склад
До складу округу входять такі населені пункти:
| Населений пункт  | Старі назви | Населення, осіб (1989) | Населення, осіб (1999) | Населення, осіб (2009) | Населення, осіб (2021) |
| ---------------- | ----------- | ---------------------- | ---------------------- | ---------------------- | ---------------------- |
| Анкати, село     | Анкаті      | 1472                   | 1260                   | 1049                   | 1012                   |
| Єрсари, село     | -           | 299                    | 257                    | 138                    | 68                     |
| Кандик, село     | -           | 320                    | 363                    | 257                    | 107                    |
| Нова точка, село | Нова Точка  | 240                    | 160                    | 62                     | 3                      |
| Рибцех, село     | Челкар      | 376                    | 513                    | 129                    | 66                     |
| Сатимшеген, село | Сатим-Шеген | 216                    | 242                    | 158                    | 62                     |
| Тасаншеген, село | Тасан-Шеген | 144                    | 155                    | 55                     | -                      |